# 布賽義德王朝

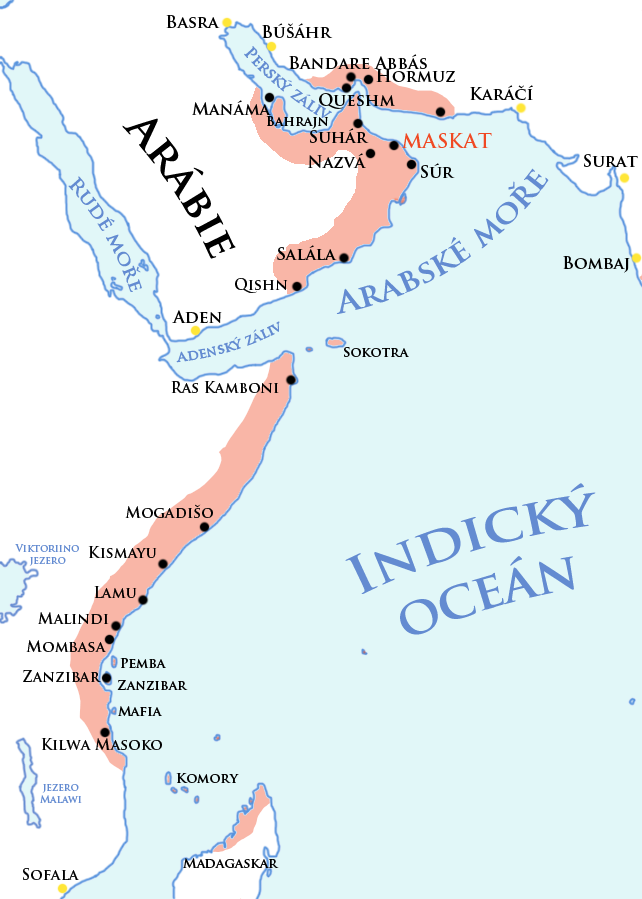
阿曼帝國，1856年前

布賽義德王朝（阿拉伯语：آل بوسعيد）又稱賽義德王朝，為18世紀中期建立的一個統治亞洲阿拉伯半島阿曼帝國的穆斯林王朝。領土包括阿拉伯半島南部，甚至廣至東非桑吉巴地區。賽義德王朝正式成立於1749年，為阿曼當地阿拉伯人趕走原波斯人統治者後所建立的政教合一國家。建立之初，阿曼國力頗盛，為印度洋週邊強國之一。1871年，英國入侵後，情勢才為之改觀。